# Escuela de Estado Mayor

Emblema del Cuerpo de Estado Mayor en España.

Desde el siglo XIX el Ejército de Tierra español ha dispuesto de varias escuelas y academias para la formación de oficiales y técnicos de Estado Mayor. Desde su nacimiento en el siglo XIX hasta la actualidad, dependiendo de cada época, éstas han utilizado varios nombres.

## Historia

### Orígenes y primeros años
Tras la creación definitiva del Cuerpo de Estado Mayor en el año 1838 y acabada la Primera Guerra Carlista, dentro de un amplio programa de reformas militares entre las que se incluyen la creación de nuevos centros de enseñanza militar, se creó por Real Decreto publicado el 25 de febrero de 1842 en la Gaceta de Madrid, la Escuela Especial de Estado Mayor, siendo su primer Director el Brigadier Manuel Monteverde Bethencourt. Fue durante los años de la Regencia del General Baldomero Espartero, en la que era Ministro de la Guerra el General Evaristo San Miguel, quien defendió la creación de esta Escuela sobre la base de las ventajas que se obtendrían con la formación especializada de los militares que habrían de componer el Cuerpo en el futuro sobre la base de los diversos y muy especializados conocimientos que habían de adquirir para el desarrollo de sus cometidos. La Escuela tuvo un marcado carácter madrileño y en la capital del Reino mantuvo su sede durante la mayor parte de su existencia. En su primera ubicación, en el hoy desaparecido palacio del Barrio de la Universidad en la Calle Baja de San Vicente, los alumnos recibieron una amplía formación en matemáticas, geodesia, cosmografía, táctica de las armas, fortificación, contabilidad y administración militar, formación legal, geografía e historia, idiomas, dibujo, equitación y esgrima.
La Escuela se trasladó en septiembre de 1847 al próximo Cuartel del Conde-Duque, donde permaneció hasta junio de 1856 trasladándose al Convento del Carmen situado en la confluencia de las calles Alcalá y Barquillo. En el año 1867, con las nuevas reformas en la enseñanza militar, la Escuela cambió su nombre pasando a denominarse Academia de Estado Mayor, y añadió a su amplio programa de estudios la retórica y la lógica, añadiéndose un periodo de prácticas antes de finalizar la formación académica.
Los años que siguieron a la Revolución de 1868, provocaron nuevos cambios en la formación de alumnos, suprimiéndose la retórica, idiomas, historia y geografía, reduciendo el plan de estudios y promoviendo un periodo final de prácticas antes de culminar el periodo de formación académica. Estrenado nuevo nombre y programa de enseñanza se trasladó de nuevo al entonces recién construido Barrio de Salamanca, ocupando un edificio ubicado en la Calle Serrano esquina con la Calle Ayala. En esta sede le sorprendió la restauración borbónica, que implicaría nuevas reformas en 1876, volviéndose a ampliar el programa con la recuperación de las asignaturas perdidas.
En mayo de 1885, la Academia fue trasladada al palacio del Conde de Miranda, próximo a la Plaza Mayor. Siguiendo las reformas en la enseñanza implantadas por el General Martínez Campos la Academia cambió de nombre en 1886 pasando a llamarse Academia de Aplicación de Estado Mayor, cambiando también su programa de estudios más encaminado al estudio de las materias que afectaban directamente a las necesidades militares, reduciéndose la formación científica de los alumnos, especialmente en las asignaturas de matemáticas, ampliándose los estudios sobre ferrocarriles y telégrafos, higiene y aumentando el número de idiomas a estudiar.

### La Escuela Superior de Guerra
En el año 1887 se produjeron, siguiendo la moda europea, las reformas del general Manuel Cassola que propuso la transformación del Cuerpo en Servicio, lo que supuso profundos cambios en la vida de la Academia que terminarían por transformarla acabando en 1893 con la reforma del General José López Domínguez. Los cambios también incluyeron un cambio de nombre, pasando la academia a llamarse Escuela Superior de Guerra. Uno de los requisitos indispensables que se pusieron para su acceso era ser oficial del Ejército. Según la reforma de López Domínguez, la formación de oficiales de Estado Mayor consistía en un plan de estudios de cinco años, de los cuales tres serían en la escuela y los dos restantes de prácticas en regimientos. Finalizado el período de formación, los oficiales recién licenciados podían aspirar a formar parte del Cuerpo de Estado Mayor, o permanecer en el servicio de origen con un diploma de especialización.
Así pues, la misión de la Escuela sería la de preparar jefes y oficiales en las funciones de Estado Mayor a la vez de difundir en el ejército las enseñanzas y conocimientos que requerían la dirección de las tropas y grandes unidades.etc. En 1920 la Escuela se trasladó a la calle Santa Cruz de Marcenado. Fue durante la época de la Segunda República cuando se llevaron a cabo una serie de medidas encaminadas a una mejora de la formación de los oficiales. Las reformas militares de la República iban encaminadas a mejorar la formación de los oficiales, enfocándose en una mayor especialización y ampliación de conocimientos. En el momento en que se proclamó la Segunda República, el Estado Mayor era un cuerpo cuyos oficiales constituían una pequeña élite, en medio de un Ejército con escasa modernización y profesionalización. Así, la Escuela Superior de Guerra quedaría como un centro que complementaría las nuevas de escuelas de formación militar (Escuela Central de Tiro, Gimnástica, Automovilismo, etc.) creadas por la República. Además, el ministro de la guerra, Manuel Azaña, estableció como requisito obligatorio ser diplomado en Estado Mayor o pertenecer al cuerpo (previo paso por la Escuela Superior de Guerra) para poder ser destinado al Estado Mayor Central.
En 1936, la guerra civil hizo que la Escuela suspendiera sus cursos y cerrase sus puertas por su proximidad al frente. Las circunstancias bélicas hicieron que la necesidad de estos profesionales en ambos bandos se vieran obligados a crear centros de formación que en poco tiempo pudieran enseñar a los alumnos las misiones a desempeñar por los componentes del cuerpo y servicio, recibiendo el nombre de Escuela Popular de Estado Mayor. En el caso republicano su sede estaría, primero en edificios cedidos por la Universidad de Valencia y posteriormente en Barcelona, en las Escuelas Pías de Sarriá. Su director fue el teniente coronel Alfredo San Juan Colomer. Por su parte, en el zona sublevada la sede permanecería situada durante todo el conflicto en la Academia de Caballería de Valladolid.

### Del franquismo al siglo XXI

Emblema de la Escuela Superior de las Fuerzas Armadas (ESFAS).

En 1940, ya acabada la contienda, la Escuela reabrió las puertas de su sede madrileña de la Calle Santa Cruz de Marcenado, pero bajo el nombre de Escuela de Estado Mayor. Así continuaría durante las siguientes dos décadas. En 1964 se realizó una profunda transformación de la enseñanza militar, creándose la Escuela Superior del Ejército, donde quedó integrada la antigua Escuela de Estado Mayor. En 1999 desapareció la Escuela Superior del Ejército al tiempo que la Escuela de Estado Mayor dejó de impartir el curso de Estado Mayor, que pasó a impartirse en la Escuela Superior de las Fuerzas Armadas (ESFAS). 
En el año 2000 desapareció definitivamente la Escuela de Estado Mayor, creándose en su lugar la Escuela de Guerra del Ejército (EGE). Esta siguió ocupando los mismos locales que habían pertenecido a aquella, convirtiéndose en heredera de su historial y tradiciones, como queda reflejado en el monumento a los caídos del Cuerpo y Servicio ubicada en la escalera noble de la Escuela y en el acto que mantiene viva la tradición del Cuerpo de imponer por primera vez la faja de Estado Mayor a los alumnos que han superado el programa de estudios y que se realiza en el Salón de Promociones, donde en sus paredes se encuentran los cuadros con los listados de todas los alumnos que forman las distintas promociones desde su creación en 1843.

## Directores
- Toribio Martínez Cabrera (1934-1935)